# Mathilde av Sachsen

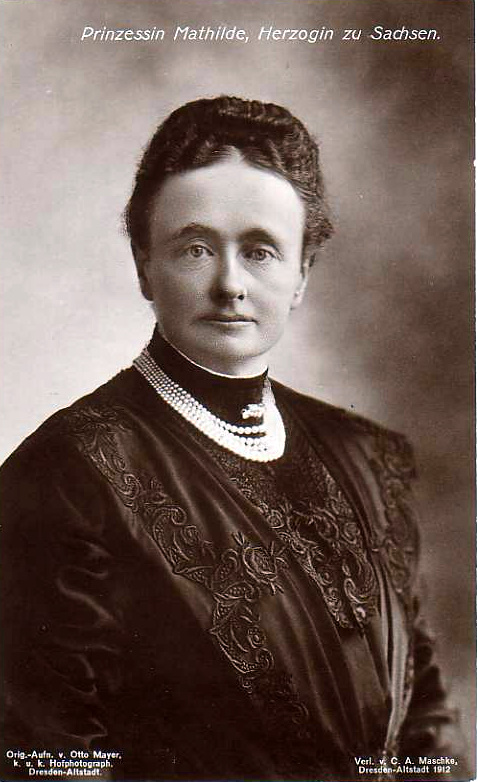
Mathilde av Sachsen ca 1910

Mathilde av Sachsen (Mathilde Marie Auguste Viktorie Leopoldine Karoline Luise Franziska Josepha) född 1863, död 1933, prinsessa av Sachsen; dotter till kung Georg av Sachsen och infantan Maria Anna av Portugal (1843-1884). Hon kallades i folkmun för "Die Schnapse-Mathilde" på grund av sin alkoholism.
Hon var förlovad med Rudolf av Österrike och sedan med Franz Ferdinand, men båda gångerna gifte sig de tilltänkta med andra. Mathilde ska ursprungligen ha varit mild och tystlåten, men fick efter avslagen allt mer retligt humör, utvecklade alkoholism och ska ha gjort livet svårt för sina familjemedlemmar. Hon var den minst populära av det sachsiska kungahusets medlemmar. 
Hon var dock en begåvad konstnär; hon studerade för Alfred Diethe 1890-1901. Flera av hennes bilder, främst landskapsbilder och bilder av hovlivet vid Pillnitz, blev tryckta, medan andra blev motiv för vykort som såldes för välgörande ändamål.